# Saison 4 d'Entourage
Chronologie
Saison 3 Saison 5
Cet article présente le guide des épisodes de la quatrième saison de la série télévisée américaine Entourage.

## Épisodes

### Épisode 1:Ça tourne!
- États-Unis : 17 juin 2007
- France : date inconnue

- Stephen Gaghan (lui-même)
- Rhys Coiro (Billy Walsh)
- Adam Goldberg (Nick Rubenstein)
- Sofía Vergara (Village Girl)

### Épisode 2:Vince est de retour
- États-Unis : 24 juin 2007

- Dan Castellaneta (Andrew Preston)
- Christina DeRosa (Jennifer)
- Rhys Coiro (Billy Walsh)
- Rex Lee (Lloyd)
- Anthony Michael Hall (Lui-même)
- Sirena Irwin (Frida)
- Cassidy Lehrman (Sarah Gold)
- Michelle Lombardo (Catherine)

### Épisode 3:Une carrière en suspens
- États-Unis : 1er juillet 2007

- Rhys Coiro (Billy Walsh)
- Rex Lee (Lloyd)
- Lisa Rinna (Donna Devaney)
- Colleen Camp (Marjorie)
- Mini Anden (Samantha)
- Jeff Doucette (lui-même)
- Chuck Zito (lui-même)
- Maury Chaykin (Harvey Weingard)
- Dennis Hopper (lui-même)

### Épisode 4:Le Scénario de Night
- États-Unis : 8 juillet 2007

- Maury Chaykin (Harvey Weingard)
- Rex Lee (Lloyd)
- M. Night Shyamalan (lui-même)
- Stephen Tobolowsky (le maire de Beverly Hills)

### Épisode 5:"Medellín" va à Cannes
- États-Unis : 15 juillet 2007

- Rex Lee (Lloyd)
- Rhys Coiro (Billy Walsh)
- Snoop Dogg (lui-même)
- Ryan Eggold (un casteur)
- Kayla Ewell (Amy)
- Brian Grazer (lui-même)
- Joshua LeBar (Josh Weinstein)
- Elvis Mitchell (lui-même)
- Constance Zimmer (Dana Gordon)

### Épisode 6:Le Chagrin d'amour de Lloyd
- États-Unis : 22 juillet 2007

- Rex Lee (Lloyd)
- Rhys Coiro (Billy Walsh)
- Kayla Ewell (Amy)
- Louis Lombardi (Ronnie)
- Brandon Quinn (Tom)
- Constance Zimmer (Dana Gordon)

### Épisode 7:Tout pour mon fils
- États-Unis : 29 juillet 2007

- Dan Castellaneta (Andrew Preston)
- Emmanuelle Chriqui (Sloan)
- William Forsythe (Eddie)
- Rex Lee (Lloyd)
- Shanna Moakler (Kelsey)
- Sophie Monk (Juliette)

### Épisode 8:Histoire de famille
- États-Unis : 5 août 2007

- Rex Lee (Lloyd)
- Kate Albrecht (Christy)
- Mary J. Blige (elle-même)
- Gary Busey (lui-même)
- Peter Jackson (lui-même)
- Debi Mazar (Shauna)

### Épisode 9:Le Baiser interdit
- États-Unis : 12 août 2007

- Rex Lee (Lloyd)
- Cassidy Lehrman (Sarah Gold)
- Anna Faris (elle-même)
- Perrey Reeves (la femme d'Ari)

### Épisode 10:Le Mauvais Script
- États-Unis : 19 août 2007

- Rex Lee (Lloyd)
- Rhys Coiro (Billy Walsh)
- Constance Zimmer (Dana Gordon)
- Michelle Lombardo (Catherine)
- John Heard (Richard Wimmer)
- Anna Faris (elle-même)

### Épisode 11:Le Départ pour Cannes
- États-Unis : 26 août 2007

- Rex Lee (Lloyd)
- Rhys Coiro (Billy Walsh)
- Brandon Quinn (Tom)
- Tom Virtue (le pilote)
- Sydney Pollack (lui-même)
- Kanye West (lui-même)
- Anna Faris (elle-même)

### Épisode 12:The Cannes Kids
- États-Unis : 2 septembre 2007

- Rex Lee (Lloyd)
- Rhys Coiro (Billy Walsh)
- Constance Zimmer (Dana Gordon)
- Assaf Cohen (Yair Marx)
- Brandon Quinn (Tom)
- William Abadie (le manager de l'hôtel)
- Philippe Bergeron (le modérateur de presse)
- Maury Chaykin (Harvey Weingard)
- Adam Goldberg (Nick Rubinstein)